# Crepidophorus
Crepidophorus är ett släkte av skalbaggar som beskrevs av Étienne Mulsant och Guillebeau 1853. Crepidophorus ingår i familjen knäppare.
Släktet innehåller bara arten Crepidophorus mutilatus.

## Bildgalleri

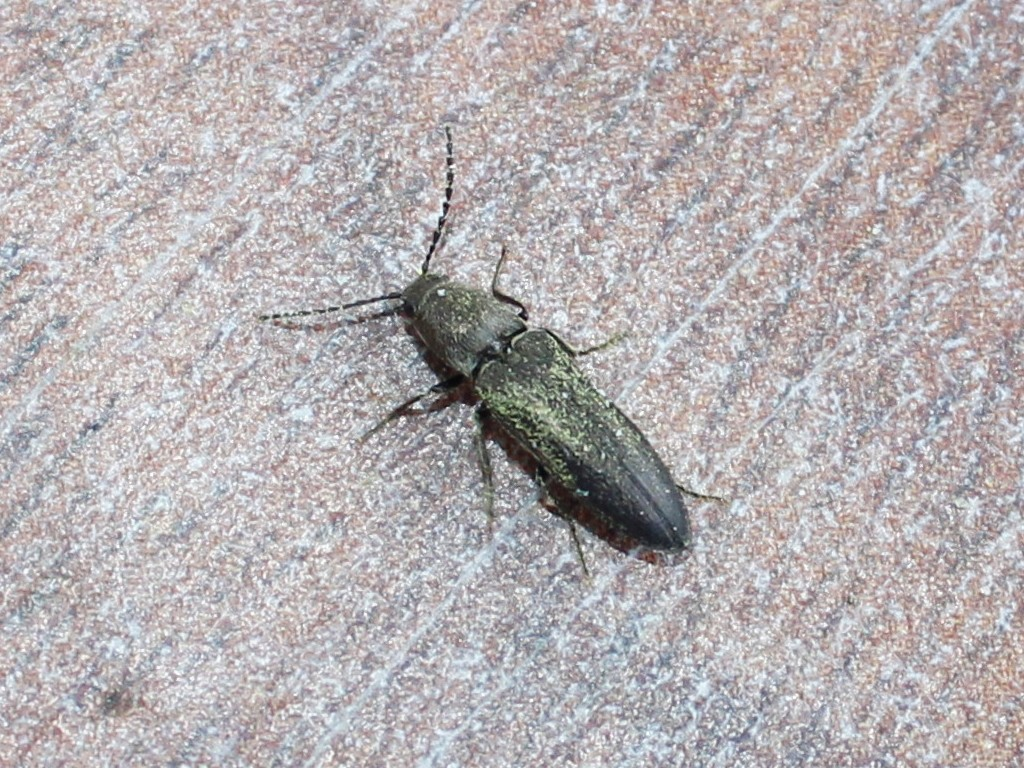